# Dyskografia Katy Perry
Dyskografia Katy Perry – amerykańskiej wokalistki popowej składa się z sześciu albumów studyjnych, jednego albumu koncertowego, sześciu minialbumów oraz trzydziestu trzech singli (w tym pięciu z gościnnym udziałem i pięciu promocyjnych).
W 2001 piosenkarka wydała album gospelowy Katy Hudson zatytułowany jej prawdziwym nazwiskiem. Album nie osiągnął sukcesu na rynkach muzycznych. W następnych latach podjęła współpracę z wytwórnią The Matrix i nagrała album, jednak nie został on wydany. W listopadzie 2007 Katy Perry wydała minialbum Ur So Gay, który wywołał zainteresowanie krytyków, ale nie był notowany na listach przebojów. W 2008 wokalistka podpisała kontrakt z wytwórnią Capitol i wydała swój drugi album, One of the Boys. Wydawnictwo zajęło 9. miejsce na liście Billboard 200 oraz uzyskało status platynowej płyty w Stanach Zjednoczonych i w Wielkiej Brytanii. Pochodzący z albumu singel „I Kissed a Girl” uplasował się na pierwszym miejscu list przebojów w wielu krajach, w tym na liście Billboard Hot 100. Zarówno „I Kissed a Girl” jak i kolejny singel, „Hot n Cold”, uzyskały status poczwórnej platyny w Stanach Zjednoczonych. Następnymi signlami pochodzącymi z One of the Boys były „Thinking of You” i „Waking Up in Vegas”. W 2009 Katy Perry wystąpiła gościnnie na dwóch singlach. Pierwszym z nich był „Starstrukk” amerykańskiego zespołu 3OH!3, a drugim „If We Ever Meet Again” Timbalanda. Oba wydawnictwa zajęły 3. miejsce na liście UK Singles Chart. W tym samym roku został wydany koncertowy album MTV Unplugged.
W 2010 wokalistka wydała trzeci album studyjny, Teenage Dream, który zajął pierwsze miejsce między innymi na listach Billboard 200 czy UK Albums Chart. Ponadto uzyskał status potrójnej platynowej płyty w Australii oraz podwójnej platynowej płyty w Stanach Zjednoczonych, Wielkiej Brytanii i Kanadzie. Pierwszy singel pochodzący z albumu, „California Gurls”, zajął pierwsze miejsce na listach przebojów w Stanach Zjednoczonych, Australii, Kanadzie, Irlandii, Nowej Zelandii i WIelkiej Brytanii. Kolejne single – „Teenage Dream”, „Firework”, „E.T”, „Last Friday Night (T.G.I.F.)” oraz „The One That Got Away” – uplasowały się w pierwszej dziesiątce na listach przebojów w tych krajach. Następnymi sukcesami okazały się utwory pochodzące z reedycji albumu, czyli „Part of Me” oraz „Wide Awake”, które dotarły do czołówki w Stanach Zjednoczonych i najwyższych pozycji w wielu innych państwach.
28 sierpnia 2020 roku wydała swój szósty album studyjny pt. Smile. Promowały go trzy single: „Daisies”, „Not the End of the World” oraz tytułowy „Smile”.

## Albumy studyjne
| Rok                                                     | Dane dot. albumu                                                                                             | Najwyższe pozycje na listach | Najwyższe pozycje na listach | Najwyższe pozycje na listach | Najwyższe pozycje na listach | Najwyższe pozycje na listach | Najwyższe pozycje na listach | Najwyższe pozycje na listach | Najwyższe pozycje na listach | Najwyższe pozycje na listach | Najwyższe pozycje na listach | Najwyższe pozycje na listach | Certyfikaty |
| Rok                                                     | Dane dot. albumu                                                                                             | POL                          | USA                          | AUS                          | AUT                          | CAN                          | DEU                          | IRL                          | NLD                          | NZL                          | CHE                          | GBR                          | Certyfikaty |
| ------------------------------------------------------- | --- | ---------------------------- | ---------------------------- | ---------------------------- | ---------------------------- | ---------------------------- | ---------------------------- | ---------------------------- | ---------------------------- | ---------------------------- | ---------------------------- | ---------------------------- | --- |
| 2001                                                    | Katy Hudson - Wydany: 23 października 2001 - Wytwórnia: Red Hill - Format: CD, MC                            | –                            | –                            | –                            | –                            | –                            | –                            | –                            | –                            | –                            | –                            | –                            | |
| 2008                                                    | One of the Boys - Wydany: 17 czerwca 2008 - Wytwórnia: Capitol - Format: LP, CD, digital download, streaming | 49                           | 9                            | 11                           | 6                            | 6                            | 7                            | 10                           | 32                           | 17                           | 6                            | 11                           | - AUS: 2× platynowa płyta - AUT: platynowa płyta - BRA: złota płyta - CAN: 2× platynowa płyta - CHE: złota płyta - DEU: 3z łota płyta - FRA: złota płyta - GBR: platynowa płyta - IRL: platynowa płyta - NOR: złota płyta - NZL: złota płyta - USA: platynowa płyta                                                         |
| 2010                                                    | Teenage Dream - Wydany: 24 sierpnia 2010 - Wytwórnia: Capitol - Format: LP, CD, digital download, streaming  | 7                            | 1                            | 1                            | 1                            | 1                            | 5                            | 1                            | 6                            | 1                            | 4                            | 1                            | - AUS: 3× platynowa płyta - AUT: złota płyta - BEL: złota płyta - CAN: 4× platynowa płyta - CHE: złota płyta - DEU: platynowa płyta - DNK: złota płyta - GBR: 4× platynowa płyta - IRL: 2× platynowa płyta - NLD: złota płyta - NZL: 3× platynowa płyta - UK: 5× platynowa płyta - USA: 8× platynowa płyta                  |
| 2013                                                    | Prism - Wydany: 18 października 2013 - Wytwórnia: Capitol - Format: LP, CD, digital download, streaming      | 34                           | 1                            | 1                            | 3                            | 1                            | 4                            | 1                            | 4                            | 1                            | 2                            | 1                            | - AUS: 5× platynowa płyta - AUT: 3× platynowa płyta - BRA: platynowa płyta - CAN: 3× platynowa płyta - CHE: złota płyta - DNK: platynowa płyta - GBR: platynowa płyta - ITA: platynowa płyta - NLD: platynowa płyta - NOR: 4× platynowa płyta - NZL: 2× platynowa płyta - POL: 2× platynowa płyta - USA: 2× platynowa płyta |
| 2017                                                    | Witness - Wydany: 9 czerwca 2017 - Wytwórnia: Capitol - Format: LP, CD, digital download, streaming          | 9                            | 1                            | 2                            | 6                            | 1                            | 10                           | 5                            | 8                            | 2                            | 7                            | 6                            | - AUT: złota płyta - CAN: platynowa płyta - FRA: złota płyta - GBR: srebrna płyta - NLD: złota płyta - NOR: platynowa płyta - UK: srebrna płyta - POL: platynowa płyta |
| 2020                                                    | Smile - Wydany: 28 sierpnia 2020 - Wytwórnia: Capitol - Format: LP, CD, kaseta, digital download, streaming  | –                            | 5                            | 2                            | 8                            | 5                            | 14                           | 9                            | 13                           | 4                            | 8                            | 5                            | - NOR: złota płyta - POL: złota płyta |
| „–” oznacza, że album nie był notowany na danej liście. | |                              |                              |                              |                              |                              |                              |                              |                              |                              |                              |                              | |

## Albumy koncertowe
| Rok  | Dane dot. albumu                                                                                              | Najwyższe pozycje na listach | Najwyższe pozycje na listach | Najwyższe pozycje na listach |
| Rok  | Dane dot. albumu                                                                                              | USA                          | FRA                          | CHE                          |
| ---- | --- | ---------------------------- | ---------------------------- | ---------------------------- |
| 2009 | MTV Unplugged - Wydany: 17 listopada 2009 - Wytwórnia: Capitol - Format: DVD, CD, digital download, streaming | 168                          | 192                          | 82                           |

## EP
| Rok  | Dane dot. albumu |
| ---- | --- |
| 2007 | Ur So Gay - Wydany: 20 listopada 2007 - Wytwórnia: Capitol - Format: CD, digital download, streaming                |
| 2009 | The Hello Katy Australian Tour - Wydany: 7 sierpnia 2009 - Wytwórnia: Capitol - Format: digital download, streaming |
| 2020 | Camp Katy - Wydany: 16 października 2020 - Wytwórnia: Capitol - Format: digital download, streaming                 |
| 2020 | Scorpio SZN - Wydany: 26 sierpnia 2020 - Wytwórnia: Capitol - Format: digital download, streaming                   |
| 2020 | Empowered - Wydany: 3 listopada 2020 - Wytwórnia: Capitol - Format: digital download, streaming                     |
| 2020 | Cosmic Energy - Wydany: 18 grudnia 2020 - Wytwórnia: Capitol - Format: digital download, streaming                  |

## Single

### Jako główna artystka
| Rok                                                      | Tytuł                                      | Najwyższe pozycje na listach | Najwyższe pozycje na listach | Najwyższe pozycje na listach | Najwyższe pozycje na listach | Najwyższe pozycje na listach | Najwyższe pozycje na listach | Najwyższe pozycje na listach | Najwyższe pozycje na listach | Najwyższe pozycje na listach | Najwyższe pozycje na listach | Najwyższe pozycje na listach | Certyfikaty | Album                                  |
| Rok                                                      | Tytuł                                      | POL (Air.)                   | USA                          | AUS                          | AUT                          | CAN                          | DEU                          | IRL                          | NLD                          | NZL                          | CHE                          | GBR                          | Certyfikaty | Album                                  |
| -------------------------------------------------------- | ------------------------------------------ | ---------------------------- | ---------------------------- | ---------------------------- | ---------------------------- | ---------------------------- | ---------------------------- | ---------------------------- | ---------------------------- | ---------------------------- | ---------------------------- | ---------------------------- | --- | -------------------------------------- |
| 2008                                                     | „I Kissed a Girl”                          | 2                            | 1                            | 1                            | 1                            | 1                            | 1                            | 1                            | 3                            | 1                            | 1                            | 1                            | - AUS: 3× platynowa płyta - AUT: platynowa płyta - BEL: złota płyta - BRA: platynowa płyta - CAN: 7× platynowa płyta - CHE: platynowa płyta - DEU: platynowa płyta - GBR: platynowa płyta - ITA: złota płyta - NZL: platynowa płyta - USA: 6× platynowa płyta                                            | One of the Boys                        |
| 2008                                                     | „Hot n Cold”                               | –                            | 3                            | 4                            | 1                            | 1                            | 1                            | 3                            | 5                            | 5                            | 1                            | 4                            | - AUS: 5× platynowa płyta - AUT: platynowa płyta - BEL: złota płyta - BRA: platynowa płyta - CAN: 6× platynowa płyta - CHE: platynowa płyta - DEU: 3×złota płyta - GBR: platynowa płyta - NZL: platynowa płyta - USA: 8× platynowa płyta                                                                 | One of the Boys                        |
| 2009                                                     | „Thinking of You”                          | –                            | 29                           | 34                           | 18                           | 24                           | 19                           | 38                           | 79                           | –                            | 45                           | 27                           | - BRA: platynowa płyta - CAN: platynowa płyta - UK: srebrna płyta - USA: platynowa płyta | One of the Boys                        |
| 2009                                                     | „Waking Up in Vegas”                       | –                            | 9                            | 11                           | 26                           | 2                            | 33                           | 8                            | 78                           | 9                            | 69                           | 19                           | - AUS: złota płyta - BRA: platynowa płyta - CAN: platynowa płyta - NZL: złota płyta - UK: srebra płyta - USA: 2× platynowa płyta | One of the Boys                        |
| 2010                                                     | „California Gurls” (oraz Snoop Dogg)       | 1                            | 1                            | 1                            | 3                            | 1                            | 3                            | 1                            | 6                            | 1                            | 4                            | 1                            | - AUS: 6× platynowa płyta - AUT: złota płyta - BEL: złota płyta - CAN: 4× platynowa płyta - CHE: platynowa płyta - DEU: platynowa płyta - ITA: platynowa płyta - NZL: 2× platynowa płyta - USA: 8× platynowa płyta                                                                                       | Teenage Dream                          |
| 2010                                                     | „Teenage Dream”                            | 5                            | 1                            | 2                            | 2                            | 2                            | 6                            | 1                            | 17                           | 1                            | 8                            | 2                            | - AUS: 6× platynowa płyta - AUT: złota płyta - CAN: 3× platynowa płyta - DEU: złota płyta - GBR: złota płyta - NZL: platynowa płyta - USA: 3× platynowa płyta | Teenage Dream                          |
| 2010                                                     | „Firework”                                 | 3                            | 1                            | 3                            | 3                            | 1                            | 4                            | 2                            | 6                            | 1                            | 3                            | 3                            | - AUS: 8× platynowa płyta - AUT: złota płyta - BEL: złota płyta - CAN: 6× platynowa płyta - CHE: złota płyta - DEU: platynowa płyta - DNK: złota płyta - GBR: platynowa płyta - ITA: 4× platynowa płyta - NZL: 2× platynowa płyta - UK: 2× platynowa płyta - USA: 12× platynowa płyta                    | Teenage Dream                          |
| 2011                                                     | „E.T.” (oraz Kanye West)                   | 1                            | 1                            | 5                            | 7                            | 1                            | 9                            | 5                            | 39                           | 1                            | 14                           | 3                            | - AUS: 3× platynowa płyta - CAN: 4× platynowa płyta - DEU: złota płyta - DNK: złota płyta - ITA: platynowa płyta - NZL: platynowa płyta - UK: platynowa płyta - USA: 8× platynowa płyta | Teenage Dream                          |
| 2011                                                     | „Last Friday Night (T.G.I.F.)”             | 5                            | 1                            | 5                            | 7                            | 1                            | 15                           | 2                            | 24                           | 4                            | 20                           | 9                            | - AUS: 4× platynowa płyta - CAN: 2× platynowa płyta - CHE: złota płyta - DEU: złota płyta - DNK: złota płyta - GBR: srebrna płyta - ITA: platynowa płyta - NZL: złota płyta - UK: platynowa płyta - USA: 6× platynowa płyta                                                                              | Teenage Dream                          |
| 2011                                                     | „The One That Got Away”                    | –                            | 3                            | 27                           | 19                           | 2                            | 34                           | 13                           | 66                           | 12                           | 33                           | 18                           | - AUS: 2× platynowa płyta - CAN: 2× platynowa płyta - NZL: złota płyta - UK: platynowa płyta - USA: 4× platynowa płyta | Teenage Dream                          |
| 2012                                                     | „Part of Me”                               | –                            | 1                            | 5                            | 18                           | 1                            | 20                           | 5                            | 28                           | 1                            | 33                           | 1                            | - AUS: 2× platynowa płyta - CAN: 2× platynowa płyta - DNK: złota płyta - GBR: srebrna płyta - ITA: złota płyta - NZL: platynowa płyta - UK: platynowa płyta - USA: 4× platynowa płyta | Teenage Dream: The Complete Confection |
| 2012                                                     | „Wide Awake”                               | –                            | 2                            | 4                            | 28                           | 1                            | 39                           | 6                            | 41                           | 1                            | 21                           | 9                            | - AUS: 6× platynowa płyta - DNK: złota płyta - ITA: platynowa płyta - NZL: platynowa płyta - UK: złota płyta - USA: 5× platynowa płyta | Teenage Dream: The Complete Confection |
| 2012                                                     | „Hummingbird Heartbeat"                    | –                            | –                            | –                            | –                            | –                            | –                            | –                            | –                            | –                            | –                            | –                            | | Teenage Dream                          |
| 2013                                                     | „Roar”                                     | 1                            | 1                            | 1                            | 1                            | 1                            | 1                            | 1                            | 2                            | 1                            | 3                            | 1                            | - AUS: 10× platynowa płyta - AUT: platynowa płyta - BEL: złota płyta - CAN: 9× platynowa płyta - DEU: platynowa płyta - DNK: 2× platynowa płyta - GBR: platynowa płyta - ITA: 2× platynowa płyta - NOR: 4× platynowa płyta - NZL: 4× platynowa płyta - UK: 3× platynowa płyta - USA: 10× platynowa płyta | Prism                                  |
| 2013                                                     | „Unconditionally”                          | 17                           | 14                           | 11                           | 16                           | 13                           | 23                           | 34                           | 32                           | 26                           | 30                           | 25                           | - AUS: platynowa płyta - CAN: platynowa płyta - DEU: złota płyta - DNK: złota płyta - ITA: platynowa płyta - NOR: platynowa płyta - UK: srebrna płyta - USA: 2× platynowa płyta | Prism                                  |
| 2013                                                     | „Dark Horse” (oraz Juicy J)                | 1                            | 1                            | –                            | 2                            | 1                            | 6                            | 3                            | 1                            | 2                            | 4                            | 4                            | - BEL: złota płyta - CAN: 7× platynowa płyta - DEU:3× złota płyta - DNK: złota płyta - GBR: platynowa płyta - ITA: 3× platynowa płyta - NOR: 3× platynowa płyta - NZL: 2× platynowa płyta - UK: 2× platynowa płyta - USA: 11× platynowa płyta                                                            | Prism                                  |
| 2014                                                     | „Birthday”                                 | –                            | 17                           | 25                           | 51                           | 7                            | 69                           | 47                           | 56                           | 17                           | –                            | 22                           | - AUS: platynowa płyta - CAN: platynowa płyta - ITA: złota płyta - UK: srebrna płyta - USA: platynowa płyta | Prism                                  |
| 2014                                                     | „This Is How We Do”                        | –                            | 24                           | 18                           | 14                           | 9                            | 34                           | 31                           | 20                           | 13                           | 41                           | 33                           | - AUS: platynowa płyta - CAN: platynowa płyta - ITA: złota płyta - NOR: platynowa płyta - UK: srebrna płyta - USA: 2× platynowa płyta | Prism                                  |
| 2016                                                     | „Rise”                                     | –                            | 11                           | 1                            | 23                           | 13                           | 39                           | 56                           | 95                           | 26                           | 15                           | 25                           | - AUS: złota płyta - ITA: złota płyta - USA: platynowa płyta | –                                      |
| 2017                                                     | „Chained to the Rhythm” (oraz Skip Marley) | 1                            | 4                            | 4                            | 7                            | 3                            | 6                            | 6                            | 14                           | 8                            | 6                            | 5                            | - AUS: platynowa płyta - BEL: złota płyta - BRA: złota płyta - CAN: 3× platynowa płyta - DEU: złota płyta - DNK: złota płyta - FRA: platynowa płyta - GBR: złota płyta - ITA: 2× platynowa płyta - NOR: 2× platynowa płyta - POL: platynowa płyta - UK: platynowa płyta - USA: 2×platynowa płyta         | Witness                                |
| 2017                                                     | „Bon Appétit” (gośc. Migos)                | 35                           | 59                           | 35                           | 64                           | 14                           | 47                           | 42                           | 41                           | –                            | 36                           | 37                           | - CAN: złota płyta - FRA: złota płyta - ITA: platynowa płyta - NOR: złota płyta - UK: srebrna płyta - USA: złota płyta - POL: złota płyta | Witness                                |
| 2017                                                     | „Swish Swish” (gośc. Nicki Minaj)          | 21                           | 46                           | 22                           | 69                           | 27                           | 76                           | 28                           | 53                           | –                            | 46                           | 40                           | - BRA: diamentowa płyta - CAN: platynowa płyta - DEU: złota płyta - FRA: złota płyta - ITA: złota płyta - NOR: złota płyta - UK: platynowa płyta - USA: platynowa płyta - POL: platynowa płyta | Witness                                |
| 2017                                                     | „Save As Draft"                            | –                            | –                            | –                            | –                            | –                            | –                            | –                            | –                            | –                            | –                            | –                            | | Witness                                |
| 2018                                                     | „Hey Hey Hey"                              | –                            | –                            | –                            | –                            | –                            | –                            | –                            | –                            | –                            | –                            | –                            | | Witness                                |
| 2018                                                     | „Cozy Little Christmas"                    | 53                           | –                            | –                            | –                            | –                            | 47                           | 74                           | –                            | –                            | –                            | 22                           | - UK: srebrna płyta - USA:platynowa płyta | –                                      |
| 2019                                                     | „365” (oraz Zedd)                          | –                            | 86                           | 38                           | 70                           | 52                           | 72                           | 33                           | 73                           | –                            | 59                           | 37                           | - CAN: złota płyta - POL: złota płyta | Orbit                                  |
| 2019                                                     | „Never Really Over"                        | 32                           | 15                           | 7                            | 29                           | 7                            | 47                           | 11                           | 32                           | 14                           | 21                           | 12                           | - CAN: złota płyta - ITA: złota płyta - NOR: platynowa płyta - POL: platynowa płyta - UK: złota płyta - USA: platynowa płyta | Smile                                  |
| 2019                                                     | „Small Talk”                               | –                            | 81                           | 33                           | –                            | 56                           | –                            | –                            | 86                           | –                            | 91                           | 43                           | - AUS: złota płyta | Smile                                  |
| 2019                                                     | „Harleys in Hawaii”                        |                              |                              |                              |                              |                              |                              |                              |                              |                              |                              |                              | - POL: platynowa płyta | Smile                                  |
| 2020                                                     | „Never Worn White”                         | –                            | –                            | –                            | –                            | 95                           | –                            | 85                           | –                            | –                            | –                            | 97                           | | Smile                                  |
| 2020                                                     | „Daisies”                                  | –                            | 40                           | 37                           | 64                           | 37                           | –                            | 27                           | –                            | –                            | 57                           | 37                           | - CAN: złota płyta | Smile                                  |
| 2020                                                     | „Smile”                                    | 61                           | –                            | –                            | –                            | –                            | –                            | 99                           | –                            | –                            | –                            | 73                           | | Smile                                  |
| 2020                                                     | „Not the End of the World”                 | –                            | –                            | –                            | –                            | –                            | –                            | –                            | –                            | –                            | –                            | –                            | | Smile                                  |
| 2021                                                     | „Electric”                                 | –                            | –                            | –                            | –                            | 97                           | –                            | –                            | –                            | –                            | –                            | –                            | | Pokémon 25: The Album                  |
| 2021                                                     | „When I’m Gone” (oraz Alesso)              | 12                           | 90                           | 96                           | –                            | 54                           | –                            | –                            | –                            | –                            | –                            | 52                           | - POL: złota płyta | singel niealbumowy                     |
| „–” oznacza, że singel nie był notowany na danej liście. |                                            |                              |                              |                              |                              |                              |                              |                              |                              |                              |                              |                              | |                                        |

### Z gościnnym udziałem
| Rok                                                      | Tytuł                                                      | Najwyższe pozycje na listach | Najwyższe pozycje na listach | Najwyższe pozycje na listach | Najwyższe pozycje na listach | Najwyższe pozycje na listach | Najwyższe pozycje na listach | Najwyższe pozycje na listach | Najwyższe pozycje na listach | Najwyższe pozycje na listach | Najwyższe pozycje na listach | Najwyższe pozycje na listach | Certyfikaty | Album                   |
| Rok                                                      | Tytuł                                                      | POL (Air.)                   | USA                          | AUS                          | AUT                          | CAN                          | DEU                          | IRL                          | NLD                          | NZL                          | CHE                          | GBR                          | Certyfikaty | Album                   |
| -------------------------------------------------------- | ---------------------------------------------------------- | ---------------------------- | ---------------------------- | ---------------------------- | ---------------------------- | ---------------------------- | ---------------------------- | ---------------------------- | ---------------------------- | ---------------------------- | ---------------------------- | ---------------------------- | --- | ----------------------- |
| 2009                                                     | „Starstrukk” (oraz 3OH!3)                                  | –                            | 66                           | 4                            | 48                           | 31                           | –                            | 4                            | 65                           | 16                           | –                            | 3                            | - AUS: 2× platynowa płyta - GBR: złota płyta - NZL: złota płyta - USA: platynowa płyta                                                                                                 | Want                    |
| 2009                                                     | „If We Ever Meet Again” (oraz Timbaland)                   | 3                            | 37                           | 9                            | 10                           | 4                            | 9                            | 3                            | 27                           | 1                            | 7                            | 3                            | - AUS: 2× platynowa płyta - CHE: złota płyta - ITA: złota płyta - NZL: platynowa płyta - UK: platynowa płyta                                                                           | Shock Value II          |
| 2013                                                     | „Who You Love" (oraz John Mayer)                           | –                            | 48                           | 83                           | –                            | 70                           | –                            | –                            | –                            | –                            | –                            | –                            | - DNK: złota płyta | Paradise Valley         |
| 2017                                                     | „Feels” (oraz Calvin Harris, Pharrell Williams i Big Sean) | 1                            | 20                           | 3                            | 5                            | 5                            | 9                            | –                            | –                            | 3                            | 18                           | 1                            | - AUT: złota płyta - BEL: platynowa płyta - CHE: platynowa płyta - DEU: złota płyta - DNK: platynowa płyta - FRA: diamentowa płyta - ITA: 2× platynowa płyta - NOR: 3× platynowa płyta | Funk Wav Bounces Vol. 1 |
| 2019                                                     | „Con Calma" (Remix) (oraz Daddy Yanke, Snow)               | –                            | 22                           | –                            | –                            | 6                            | –                            | –                            | –                            | –                            | –                            | 66                           | - UK: srebrna płyta | –                       |
| 2022                                                     | „Where We Started" (oraz Thomas Rhett)                     | –                            | –                            | –                            | –                            | –                            | –                            | –                            | –                            | –                            | –                            | –                            | | Where We Started        |
| „–” oznacza, że singel nie był notowany na danej liście. |                                                            |                              |                              |                              |                              |                              |                              |                              |                              |                              |                              |                              | |                         |

### Single promocyjne
| 2007                                                     | „Ur So Gay”              | –  | –  | –  | –  | –  | –  | - BRA: platynowa płyta - USA: złota płyta | One of the Boys |
| 2010                                                     | „Not Like the Movies”    | 53 | –  | 41 | –  | –  | –  | - USA: złota płyta                        | Teenage Dream   |
| 2010                                                     | „Circle the Drain”       | 58 | –  | 30 | –  | –  | 36 |                                           | Teenage Dream   |
| 2013                                                     | „Walking on Air”         | 34 | 35 | 12 | 13 | 47 | 12 |                                           | Prism           |
| 2015                                                     | „Every Day Is a Holiday" | –  | –  | –  | –  | –  | –  |                                           | –               |
| „–” oznacza, że singel nie był notowany na danej liście. |                          |    |    |    |    |    |    |                                           |                 |

### Inne notowane utwory
| 2008                                                    | „If You Can Afford Me” | –  | –  | 28 | –   |                        | One of the Boys |
| 2008                                                    | „One of the Boys”      | 40 | –  | –  | –   | - AUS: złota płyta     | One of the Boys |
| 2010                                                    | „Peacock”              | –  | 56 | –  | 125 | - USA: platynowa płyta | Teenage Dream   |
| „–” oznacza, że utwór nie był notowany na danej liście. |                        |    |    |    |     |                        |                 |

## Teledyski
| Rok  | Tytuł                                         | Reżyser                            |
| ---- | --------------------------------------------- | ---------------------------------- |
| 2005 | „The Box”                                     | Glen Ballard                       |
| 2005 | „Simple”                                      | Glen Ballard                       |
| 2005 | „Long Shot”                                   | Glen Ballard                       |
| 2005 | „A Cup of Coffee”                             | Glen Ballard                       |
| 2005 | „It's Okay to Believe”                        | Glen Ballard                       |
| 2005 | „Diamonds”                                    | Glen Ballard                       |
| 2007 | „Thinking of You”                             | Walter May                         |
| 2007 | „Ur So Gay”                                   | Walter May                         |
| 2008 | „I Kissed a Girl”                             | Kinga Burza                        |
| 2008 | „Hot n Cold”                                  | Alan Ferguson                      |
| 2009 | „Thinking of You”                             | Melina Matsoukas                   |
| 2009 | „Waking Up in Vegas”                          | Joseph Kahn                        |
| 2009 | „Starstrukk”                                  | Marc Klasfeld, Steve Jocz          |
| 2010 | „If We Ever Meet Again”                       | Paul „Coy” Allen                   |
| 2010 | „California Gurls”                            | Mathew Cullen                      |
| 2010 | „Teenage Dream”                               | Yoann Lemoine                      |
| 2010 | „Firework”                                    | Dave Meyers                        |
| 2011 | „E.T.”                                        | Floria Sigismondi                  |
| 2011 | „Last Friday Night (T.G.I.F.)”                | Marc Klasfeld                      |
| 2011 | „The One That Got Away”                       | Floria Sigismondi                  |
| 2012 | „Part of Me”                                  | Ben Mor                            |
| 2012 | „Wide Awake”                                  | Tony Datis                         |
| 2013 | „Roar”                                        | Grady Hall, Mark Kudsi             |
| 2013 | „Unconditionally”                             | Brent Bonacorso                    |
| 2014 | „Birthday”                                    | Mandy Sellick                      |
| 2014 | „This Is How We Do”                           | Joel Kefali                        |
| 2014 | „Dark Horse”                                  | Mathew Cullen                      |
| 2016 | „Rise”                                        | Paul Gore                          |
| 2017 | „Chained To The Rhythm”                       | Mathew Cullen                      |
| 2017 | „Swish Swish”                                 | Dave Meyers                        |
| 2017 | „Bon Appétit”                                 | Dent de Cuir                       |
| 2017 | „Hey Hey Hey”                                 | Isaac Rentz                        |
| 2019 | „Never Really Over”                           | Philippa Price                     |
| 2019 | „Small Talk”                                  | Tim Fox                            |
| 2020 | „Never Worn White”                            | J.A.C.K                            |
| 2020 | „Daisies”                                     | Liza Voloshin                      |
| 2020 | „Daisies (Can’t Cancel Pride)”                | Ashley Evans oraz Antony Ginandjar |
| 2020 | „Smile” (Performance Video)                   | Ashley Evans oraz Antony Ginandjar |
| 2020 | „Smile”                                       | Mathew Miguel Cullen               |
| 2020 | „Never Really Over”                           | Rafatoon                           |
| 2020 | „Harleys In Hawaii”                           | Hoku & Adam                        |
| 2020 | „Cry About It Later”                          | Sykosan                            |
| 2020 | „Tucked”                                      | Hoku & Adam                        |
| 2020 | „Champagne Problems”                          | Kate Hollowell                     |
| 2020 | „Resilient”                                   | Aya Tanimura                       |
| 2020 | „What Makes A Woman” (The Smile Video Series) | Mustashrik Mahbub                  |
| 2020 | „Teary Eyes” (Behind the Smile)               | Quinn Wilson                       |
| 2020 | „Resilient (Tiësto Remix)”                    | Chloe Wallace                      |
| 2020 | „Not the End of the World”                    | Similar But Different              |
| 2021 | „Electric”                                    | Carlos López Estrada               |